# Höflenunatak
Der Höflenunatak ist ein 2200 m hoher Nunatak im ostantarktischen Viktorialand. Im Rennick-Firnfeld ragt er westlich der Sequence Hills, südöstlich des Frontier Mountain und nordnordöstlich der Brawn Rocks auf.
Wissenschaftler der deutschen Expedition GANOVEX IV (1984–1985) benannten ihn. Namensgeber ist der deutsche Geologe Hans-Cristoph Höfle (1941–1993), der an dieser und weiterer Antarktisexpeditionen beteiligt war.